# Nhan Phúc Vinh
Nhan Phúc Vinh (sinh ngày 27 tháng 6 năm 1986) là một nam diễn viên, người mẫu người Việt Nam. Anh từng tham gia cuộc thi Siêu mẫu Việt Nam 2008 và lọt vào chung kết, sau đó có thời gian ngắn hoạt động với vai trò là người mẫu trước khi trở thành diễn viên. Nhan Phúc Vinh tham gia diễn xuất từ năm 2009, anh có vai diễn điện ảnh đầu tiên trong Giải cứu thần chết, tới năm 2012, anh được trao giải Mai Vàng và giải thưởng truyền hình HTV qua vai diễn Quốc Hưng trong bộ phim Sao đổi ngôi, từ đây, sự nghiệp của Nhan Phúc Vinh bắt đầu phát triển mạnh mẽ. Năm 2017, Nhan Phúc Vinh được trao giải "Nam phụ xuất sắc" ở cả giải Cánh diều và liên hoan phim Việt Nam với vai Miên trong Đảo của dân ngụ cư. Những năm gần đây, anh trở thành gương mặt quen thuộc của các bộ phim truyền hình của Đài Truyền hình Việt Nam, tham gia các bộ phim Ngày ấy mình đã yêu (2018), Tình yêu và tham vọng (2020), Anh có phải đàn ông không (2022), Đừng làm mẹ cáu (2022-23), Không ngại cưới, chỉ cần một lý do (2023-24)... và nhiều lần vào top 5 đề cử tại Ấn tượng VTV.

## Tiểu sử và sự nghiệp

### 1986–07: Tiểu sử, học vấn
Nhan Phúc Vinh sinh ngày 27 tháng 6 năm 1986 tại Cần Thơ, anh tốt nghiệp ngành Giáo dục Thể chất tại Trường Đại học Cần Thơ. Sau đó, anh quyết định từ Cần Thơ lên Thành phố Hồ Chí Minh lập nghiệp.

### 2008–11: Sự nghiệp ban đầu
Nhan Phúc Vinh bắt đầu khởi nghiệp là người mẫu chuyên nghiệp đó là khi anh tham gia ở cuộc thi siêu mẫu năm 2008 và anh đã dừng ở trong vòng chung kết. Năm 2009, Phúc Vinh giành giải Bạc cuộc thi Ngôi sao người mẫu thế hệ mới, sau đó tiếp tục hoạt động trong lĩnh vực thời trang cho đến năm 2012 thì ngừng hẳn
| “                                                        | Từ ngày khăn gói từ quê nhà ở Cần Thơ lên Thành phố Hồ Chí Minh dự thi Siêu mẫu và lập nghiệp ở đây, tôi đều xác định rõ mục tiêu: mình sẽ không bao giờ gắn bó hay dấn sâu vào nghề người mẫu. Nghề nghiệp mà tôi muốn hướng đến chính là phim ảnh vì đó là đam mê của tôi. Khi còn là sinh viên ở Cần Thơ, tôi theo học đại học sư phạm thể thao. Tuy vậy, lúc đó tôi khá hoang mang về sự lựa chọn cho tương lai của mình. Một lần, nằm ở phòng trọ xem bộ phim trên TV có tên Pursuit of the happiness của Will Smith tôi như vỡ ra được nghề yêu thích của mình chính là diễn viên. Vì thế, khi đi thi Siêu mẫu, tôi nghĩ đó là cách để mọi người biết đến và dễ được mời đóng phim. Lên Thành phố Hồ Chí Minh, tôi còn theo học trường sân khấu - điện ảnh TP.HCM để hoàn thiện bản thân và trau dồi cho đam mê này. | ” |
| — Nhan Phúc Vinh trả lời phỏng vấn báo VnExpress (2013), | |   |

Năm 2009 đánh dấu cột mốc đầu tiên trong sự nghiệp diễn viên của Nhan Phúc Vinh với ba bộ phim: Dòng sông định mệnh, Áo cưới thiên đường và Giải cứu thần chết.
Năm 2010, Phúc Vinh xuất hiện với vai Hải Nam trong phim Chạm vào quá khứ.

### 2012–16: Phát triển sự nghiệp, sự công nhận của công chúng
Năm 2012, Nhan Phúc Vinh tham gia phim Sao đổi ngôi và nhận được 2 giải thưởng Giải Mai Vàng và HTV Awards. Trong năm này anh còn tham gia phim Những cô nàng độc thân làm mẹ, với vai diễn Khoa.
Năm 2013, Phúc Vinh nhận được Giải Mai Vàng ở hạng mục "Nam diễn viên điện ảnh - truyền hình" với vai Hải trong phim điện ảnh Đường đua.
Năm 2014, anh xuất hiện trên màn ảnh nhỏ với vai Phi Du trong phim Hương bưởi.
Năm 2015, anh tham gia liên tiếp 3 phim truyền hình là Thám tử miệt vườn, Bản năng thép và Tình như vô hình.
Năm 2016, anh tham gia phim truyền hình nhiều phần Cô Thắm về làng với vai Cần và phim Đặc vụ ở Macao với vai Trọng Dũng.

### 2017–nay: Tiếp tục đạt được nhiều thành công, hoạt động nghệ thuật tại miền Bắc
Năm 2017, anh thành công với vai Miên trong Đảo của dân ngụ cư khi nhận được 2 giải thưởng Cánh Diều Vàng và Liên hoan phim Việt Nam ở hạng mục Nam diễn viên phụ xuất sắc nhất. Ngoài ra, anh đồng thời tham gia nhiều phim truyền hình khác như Cô Thắm về làng 2, Vẫn có em bên đời, Chàng khờ mất vợ, Tình kỹ nữ,...
Năm 2018, anh tham gia phim Ngày ấy mình đã yêu và nhận giải Cánh Diều Vàng ở hạng mục "Nam diễn viên chính xuất sắc nhất phim truyện truyền hình".
Năm 2019, anh tiếp tục tham gia Cô Thắm về làng 4 và phim điện ảnh Ước hẹn mùa thu của đạo diễn Nguyễn Quang Dũng.
Năm 2020, anh tham gia bộ phim Tình yêu và tham vọng và dành được Giải Mai Vàng ở hạng mục "Nam diễn viên điện ảnh - truyền hình". Đây là lần thứ ba anh dành được giải thưởng này
Năm 2022, anh tham gia bộ phim Anh có phải đàn ông không? với vai diễn Tuấn Khang. Sau Anh có phải đàn ông không?, anh tham gia bộ phim Giấc mơ của mẹ với vai Quang Minh và Quân trong phim Đừng làm mẹ cáu của đạo diễn Vũ Minh Trí.
Năm 2022, anh đoạt giải Mai Vàng cho phim Giấc mơ của mẹ hạng mục Nam diễn viên-điện ảnh truyền hình.

## Đời tư
Nhan Phúc Vinh từng dính vào tin đồn tình cảm với diễn viên Nhã Phương nhưng sau đó anh đã lên tiếng khẳng định rằng cả hai chỉ là bạn bè.

## Danh sách phim

### Truyền hình
| Năm  | Tựa phim                           | Vai diễn            | Đạo diễn                    | Kênh       | Nguồn |
| ---- | ---------------------------------- | ------------------- | --------------------------- | ---------- | ----- |
| 2009 | Dòng sông định mệnh                | Đoàn                | Châu Huế                    | HTV9       | [ 5 ] |
| 2009 | Áo cưới thiên đường                | Huy                 | Nguyễn Duy Võ Ngọc          | HTV9       | [ 5 ] |
| 2010 | Vua sân cỏ 2                       |                     | Đinh Đức Liêm               | HTV9       |       |
| 2010 | Chạm vào quá khứ                   | Hải Nam             | Trần Văn Thành              | SCTV14     | [ 5 ] |
| 2011 | Ngày ta yêu nhau                   | Đình Nguyên         | Dương Nam Quan              | HTV7       |       |
| 2011 | Truy tìm kho báu                   | Bảo Kim             | Lê Lộc                      | HTV7       |       |
| 2011 | Theo dấu hương xưa                 | Lê Hoàng Tùng       | Ngô Quang Hải               | HTV7       |       |
| 2012 | Sao đổi ngôi                       | Quốc Hưng / Mười Ba | Lê Lộc                      | HTV7       | [ 6 ] |
| 2012 | Những cô nàng độc thân làm mẹ      | Khoa                | Chan Tai Yuen               | HTV2       | [ 5 ] |
| 2012 | Người đẹp lỡ thì                   | Minh Hoàng          | Võ Tấn Bình                 | HTV2       |       |
| 2013 | Cạm bẫy thị thành                  | Đình Trung          | Lâm Lê Dũng                 | Let’s Viet |       |
| 2013 | Hồn đá                             | Bằng                | Trần Hữu Phúc               | Let’s Viet |       |
| 2013 | Hương bưởi                         | Phi Du              | Nhâm Minh Hiền              | THVL1      |       |
| 2014 | Vẫn có em bên đời                  | Tiến                | Võ Việt Hùng                | HTV7       |       |
| 2014 | Ly hôn                             | Quân                | Nguyễn Minh Chung           | HTV7       |       |
| 2014 | Đối thủ                            | Minh                | Nguyễn Tiến Dũng            | SCTV14     |       |
| 2014 | Đam mê nghiệt ngã                  | Hà                  | Nguyễn Minh Chung           | VTV3       |       |
| 2015 | Thám tử miệt vườn                  | Huy                 | Võ Tấn Bình                 | VTV9       |       |
| 2015 | Bản năng thép                      | Phúc                | Lâm Lê Dũng                 | Let’s Viet | [ 5 ] |
| 2015 | Ngoại tình với vợ                  | Gia Huy             | Trần Cảnh Đôn               | SCTV14     |       |
| 2015 | Tình như vô hình                   | Hoàng Việt          | Dũng Nghệ                   | HTV7       |       |
| 2016 | Cô Thắm về làng                    | Cần                 | Lê Hướng Nam                | HTV2       |       |
| 2016 | Lấy chồng sớm làm gì               | Thành Nhân          | Trần Cảnh Đôn               | HTV7       |       |
| 2016 | Đặc vụ ở Macao                     | Trọng Dũng          | Nhâm Minh Hiền              | HTV7       | [ 5 ] |
| 2016 | Hoàng hôn dịu dàng                 | Sỏi                 | Đinh Đức Liêm               | Let’s Viet |       |
| 2017 | Có thắm về làng 2                  | Cần                 | Nguyễn Hoàng Anh            | HTV2       |       |
| 2017 | Chàng khờ mất vợ                   | Minh                | Lê Lộc & Phan Khánh         | SCTV14     |       |
| 2017 | Tình kỹ nữ                         | Nguyễn              | Bùi Nam Yên & Trần Quế Ngọc | THVL1      |       |
| 2018 | Mộng phù hoa                       | Mân                 | Bùi Nam Yên - Trần Quế Ngọc | VTV3       |       |
| 2018 | Ngày ấy mình đã yêu                | Tùng                | Nguyễn Khải Anh             | VTV3       |       |
| 2018 | Ngôi sao khoai tây                 | Khánh Toàn          | Nguyễn Nhật Trung           | HTV7       |       |
| 2019 | Một chàng ba nàng                  | Tâm Đại             | Đặng Thái Huyền             | SCTV14     |       |
| 2019 | Gia đình hết sảy                   | Quyền               | Nguyễn Thu                  | VTV9       |       |
| 2019 | Cô Thắm về làng 4                  | Cần                 | Võ Thạch Thảo               | HTV2       |       |
| 2020 | Tình yêu và tham vọng              | Minh                | Bùi Tiến Huy                | VTV3       |       |
| 2022 | Anh có phải đàn ông không          | Tuấn Khang          | Trịnh Lê Phong              | VTV3       |       |
| 2022 | Giấc mơ của mẹ                     | Quang Minh          | Nguyễn Minh Chung           | HTV2       |       |
| 2022 | Đừng làm mẹ cáu                    | Quân                | Vũ Minh Trí                 | VTV3       |       |
| 2023 | Nhà mình lạ lắm                    | Huân                | Đinh Tuấn Vũ                | K+         |       |
| 2023 | Không ngại cưới, chỉ cần một lý do | Phong               | Bùi Quốc Việt               | VTV3       |       |
| 2025 | Duyên                              | Hoàng Nam           | Nguyễn Phương Điền          | THVL1      |       |

### Điện ảnh
| Năm  | Tựa phim              | Vai diễn               | Đạo diễn          | Nguồn |
| ---- | --------------------- | ---------------------- | ----------------- | ----- |
| 2009 | Giải cứu thần chết    | Thầy thể dục (lúc trẻ) | Nguyễn Quang Dũng | [ 5 ] |
| 2013 | Đường đua             | Hải                    | Nguyễn Khắc Huy   | [ 5 ] |
| 2017 | Đảo của dân ngụ cư    | Miên                   | Hồng Ánh          |       |
| 2017 | Chí Phèo ngoại truyện | Thiên Bá               | Danny Đỗ          |       |
| 2018 | 11 niềm hy vọng       | Phong                  | Robie Trường      |       |
| 2018 | Trường học bá vương   | Michael Diệp           | Duy Joseph        | [ 7 ] |
| 2019 | Ước hẹn mùa thu       | Mạnh                   | Nguyễn Quang Dũng |       |
| TBA  | Viên đạn cuối cùng    | Xạ thủ Hoàng Xuân Vinh | Đinh Tuấn Vũ      | [ 8 ] |

và một số bộ phim khác...

## Thành tích

### Giải thưởng và đề cử
| Giải thưởng                                     | Năm  | Hạng mục                                             | Tác phẩm đề cử            | Kết quả   | Chú thích     |
| ----------------------------------------------- | ---- | ---------------------------------------------------- | ------------------------- | --------- | ------------- |
| Men of the Year                                 | 2012 | Star In Style                                        | —                         | Đoạt giải |               |
| Giải Mai Vàng                                   | 2012 | Nam diễn viên điện ảnh - truyền hình                 | Sao đổi ngôi              | Đoạt giải | [ 9 ]         |
| Giải Mai Vàng                                   | 2013 | Nam diễn viên điện ảnh - truyền hình                 | Đường đua                 | Đoạt giải | [ 10 ]        |
| Giải Mai Vàng                                   | 2017 | Nam diễn viên điện ảnh - truyền hình                 | Tình kỹ nữ                | Đề cử     |               |
| Giải Mai Vàng                                   | 2018 | Nam diễn viên điện ảnh - truyền hình                 | Ngày ấy mình đã yêu       | Đề cử     |               |
| Giải Mai Vàng                                   | 2020 | Nam diễn viên điện ảnh - truyền hình                 | Tình yêu và tham vọng     | Đoạt giải |               |
| Giải Mai Vàng                                   | 2022 | Nam diễn viên điện ảnh - truyền hình                 | Giấc mơ của mẹ            | Đoạt giải |               |
| Giải Mai Vàng                                   | 2023 | Nam diễn viên điện ảnh - truyền hình                 | Đừng làm mẹ cáu           | Đoạt giải |               |
| Giải thưởng Truyền hình HTV                     | 2013 | Nam diễn viên chính được yêu thích nhất              | Sao đổi ngôi              | Đoạt giải |               |
| Giải thưởng Truyền hình HTV                     | 2015 | Nam diễn viên được yêu thích nhất                    | Ly hôn                    | Đề cử     |               |
| Giải thưởng Truyền hình HTV                     | 2016 | Nam diễn viên truyền hình được yêu thích nhất        | Vẫn có em bên đời         | Đề cử     |               |
| Liên hoan phim Việt Nam                         | 2017 | Nam diễn viên phụ xuất sắc phim truyện               | Đảo của dân ngụ cư        | Đoạt giải |               |
| Cánh Diều Vàng                                  | 2017 | Nam diễn viên phụ xuất sắc phim truyện điện ảnh      | Đảo của dân ngụ cư        | Đoạt giải | [ 11 ]        |
| Cánh Diều Vàng                                  | 2018 | Nam diễn viên chính xuất sắc phim truyện truyền hình | Ngày ấy mình đã yêu       | Đoạt giải | [ 12 ]        |
| Liên hoan Truyền hình toàn quốc                 | 2018 | Nam diễn viên chính xuất sắc                         | Ngày ấy mình đã yêu       | Đoạt giải | [ 13 ] [ 14 ] |
| Ấn tượng VTV                                    | 2018 | Diễn viên nam Ấn tượng                               | Ngày ấy mình đã yêu       | Đề cử     |               |
| Ấn tượng VTV                                    | 2020 | Diễn viên nam Ấn tượng                               | Tình yêu và tham vọng     | Đề cử     |               |
| Ấn tượng VTV                                    | 2022 | Diễn viên nam Ấn tượng                               | Anh có phải đàn ông không | Đề cử     |               |
| Ấn tượng VTV                                    | 2023 | Diễn viên nam Ấn tượng                               | Đừng làm mẹ cáu           | Đoạt giải |               |
| Nghệ sĩ tiêu biểu lĩnh vực Nghệ thuật biểu diễn | 2022 | Diễn viên truyền hình nổi bật của năm                | Anh có phải đàn ông không | Đề cử     |               |

### Thành tích tại các cuộc thi, chương trình truyền hình
- Top 20 Siêu mẫu Việt Nam 2008
- Giải Bạc Cuộc thi Ngôi sao Người mẫu Thế hệ mới 2009
- Á quân The Amazing Race Vietnam: Cuộc đua kỳ thú 2013
- Quý quân The Amazing Race Vietnam: Cuộc đua kỳ thú 2016